# Daniel Hough
Daniel „Danie“ Hough (* 1937; † 2008) war ein südafrikanischer Politiker.
Hough war vom 4. September 1980 bis 1. Februar 1983 Generaladministrator von Südwestafrika, dem heutigen Namibia. In dieser Funktion spielte Hough eine wichtige Rolle im Rahmen der Unabhängigkeit Namibias. So nahm er unter anderem im Januar 1981 bei einem wichtigen Treffen unter Aufsicht der Vereinten Nationen teil.
Vom 1. Juni 1988 bis zum 7. Mai 1994 war er letzter Administrator von Transvaal.